# Paul Hecht
Paul Hecht (Londen, 16 augustus 1941) is een Engels-Canadees acteur.

## Biografie
Hecht heeft het acteren geleerd aan de National Theatre School of Canada en haalde in 1963 zijn diploma. In 1968 maakte hij zijn toneeldebuut op Broadway met het toneelstuk Rosencrantz & Guildenstern Are Dead. Voor dit spel werd hij genomineerd voor een Tony Award in de categorie Beste Optreden door een Nieuwe Acteur in een Toneelstuk. Verder heeft hij nog gespeeld in 1776, The Rothschilds, The Great God Brown, Herzl, Caesar and Cleopatra, Noises Off, The Invention of Love, Enrico IV en andere. 
Hecht begon in 1970 met acteren voor televisie in de televisieserie Hallmark Hall of Fame. Hierna heeft hij nog meerdere rollen gespeeld in televisieseries en films zoals Kate & Allie (1984-1989), As the World Turns (1992-1995), The First Wives Club (1996), Down to Earth (2001) en Law & Order (1991-2005). Tevens was hij de stem in een hoorspel van een radio uitzending van Star Wars: Episode V: The Empire Strikes Back en Star Wars: Episode VI: Return of the Jedi in de rol van Emperor Palpatine.
Hecht is in het verleden getrouwd geweest, en is nu getrouwd en zij hebben samen één kind. 
Hecht was voorzitter van de Screen Actors Guild van 1991 tot en met 1995 van de afdeling New York.

## Filmografie

### Films
Uitgezonderd korte films.
- 2010 Who Is Clark Rockefeller – als minister van justitie
- 2009 My Dog Tulip – als dierenarts (stem) (animatiefilm)
- 2008 Vote and Die: Liszt for President – als William H. Brazzelton III
- 2005 Trust the Man – als Amis
- 2002 Last Call – als Samuel Kroll
- 2002 Scar Tissue – als Alex
- 2001 Midwives – als ??
- 2001 Down to Earth – als directeur
- 1999 Frank the Wrabbit – als stem (animatiefilm)
- 1999 Rembrandy: Father's & Sons – als rabbijn Menasseh Ben Israel
- 1998 Naked City: A Killer Christmas – als Kosinski
- 1997 Private Parts – als Ross Buckingham
- 1997 The Amazing Feats of Young Hercules – als stem (animatiefilm)
- 1996 The First Wives Club – als lid van de cast
- 1994 Janek: The Silent Betrayal – als Van Dorn
- 1993 With Hostile Intent – als chief Darnell
- 1993 The Poetry Hall of Fame – als ??
- 1992 Jack and His Friends – als Tom
- 1988 A New Life – als Barry
- 1985 Joshua Then and Now – als Eli Seligson
- 1983 Running Out – als Michel Genet
- 1982 Tempest – als Paul
- 1981 Rollover – als Khalid
- 1981 Family Reunion – als Vernon Markham
- 1981 Threshold – als Heart Day M.C.
- 1980 OHMS – als Thomas Eichen
- 1979 Mary and Joseph: A Story of Faith – als Joachim
- 1976 The Savage Bees – als dr. Rufus Carter
- 1976 Street Killing – als minister van justitie Carelli
- 1975 The Last of the Mohicans – als Duncan Heyward (stem)
- 1975 Fear on Trial – als Paul
- 1975 The Reincarnation of Peter Proud – als dr. Samuel Goodman
- 1975 The Impostor – als Joe Tyler
- 1974 Only God Knows – als rabbijn Isaac Sherman
- 1973 Pueblo – als luitenant S.R. Harris

### Televisieseries
Uitgezonderd eenmalige gastrollen.
- 1997 Law & Order - als dr. Dan Duvall – 3 afl.
- 1994 – 1996 Side Effects – als dr. Knelman – 3 afl.
- 1992 – 1995 As the World Turns – als Alexander Cabott - ? afl.
- 1984 – 1989 Kate & Allie – als Charles Lowell – 10 afl.
- 1987 I'll Take Manhattan – als Pavka Meyer – miniserie
- 1976 The Adams Chronicles – als Jay Gould – 2 afl.

- Biblioteca Nacional de España: XX1600669
- International Standard Name Identifier: 0000 0001 1477 7134
- Library of Congress Control Number: n97868437
- MusicBrainz: 1d3229a9-bb7b-4006-a433-095e5d9c29f8
- National Archives and Records Administration: 10574200
- Virtual International Authority File: 93358817
- WorldCat: E39PBJhGYDhcQdghhdHpfPKWXd